# World Class Leader Board
World Class Leader Board je sportovní videohra vyvinutá a vydaná v roce 1987 americkou společností Access Software. Jedná se o simulaci golfu.

## Hratelnost
World Class Leader Board je posledním dílem herní série Leader Board. Disponuje EGA grafikou (PC verze), věrnou simulací letu míčku i povětrnostních podmínek. Cílem hry na každé jamce je dostat míček z odpaliště do jamky na greenu co nejmenším počtem odpalů. K tomu je třeba vybírat správnou hůl, nastavit při odpalu správnou sílu švihu, vzít v potaz sílu a směr větru a správně zamířit. Ideální je postupovat přes fairway, tj. nízko sečený pruh trávy mezi odpalištěm a jamkovištěm (greenem). Kolem fairwaye je tzv. rough, tedy vyšší tráva. Dalšími překážkami mohou být bunkery (písčité plochy), jezírka či potůčky, stromy nebo keře.
Hra obsahuje také editor jamek.
World Class Leader Board mohou hrát jeden až čtyři hráči, kteří se střídají (tzv. hotseat multiplayer). Dále se volí počet jamek (18, 36, 54, 72) a úroveň obtížnosti:
- Kids (děti)[1]
- Amateur (amatér)
- Professional (profesionál)[1]

Hra obsahuje čtyři golfová hřiště, z nichž tři jsou reálná a jedno fiktivní.
- St Andrews Links, St Andrews
- Doral Country Club, Miami-Dade County, Florida
- Champions Cypress Creek, Houston, Texas
- Gauntlet Country Club – fiktivní hřiště

Hra se ovládá klávesnicí nebo joystickem. PC verze využívala technologii RealSound, která přes PC speaker dokázala použít zvukové a hlasové samply. Hráč pak mohl zaslechnout komentáře jako:
- „No doubt about it, he's deep in the sandtrap.“ (pokud míček skončil v bunkeru, tj. písečném úseku),
- „Looks like he hit the tree, Jim.“ (pokud byl trefen strom),
- „From my vantage point, it looks safely in the fairway.“ (pokud míček přistál na fairway, tj. nízko sečeném pruhu trávy mezi odpalištěm a greenem) apod.

Každá jamka má svůj profil a par. Hráč má na výběr z několika holí:
- železa (Irons): 1I, 2I, 3I, 4I, 5I, 6I, 7I, 8I, 9I
- dřeva (Woods): 1W, 3W, 5W
- wedge: PW – pitching wedge
- putter: počítač přidělí automaticky hráči putter, pokud se míček nachází na greenu. Zároveň je z jamky odstraněna tyčka s praporkem (pin).